# 덕산체육공원
덕산체육공원(德山體育公園, Deoksan Sports Park)은 대한민국 칠곡군에 있는 체육 시설이다. 축구 경기장 3면, 족구 경기장 2면, 다목적구장 1면을 갖추고 2016년 4월 16일에 개장하였다. 2018년 6월 15일에 유소년 축구장 1면, 파크골프 경기장을 추가로 설치했다.